# Ślady stóp z Laetoli

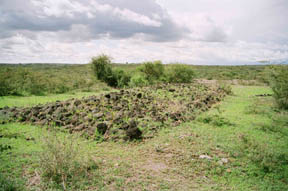
Stanowisko w Laetoli

Ślady stóp z Laetoli – odciski stóp pozostawione w tufie najprawdopodobniej przez Australopithecus afarensis, na stanowisku archeologicznym w Laetoli w Tanzanii, około 40 km na południe od Wąwozu Olduvai. Wiek odcisków ocenia się na 3,8–3,5 mln lat. Są one najstarszym bezpośrednim dowodem na dwunożność przedstawicieli Homininae. Założenie to może zmienić odkrycie dr Gerarda Gierlińskiego, dokonane na Krecie w pobliżu Trachilos. Znalezione tam ślady stóp, wskazujące na dwunożnego hominida, są datowane na 5,7 mln lat.

## Historia odkrycia

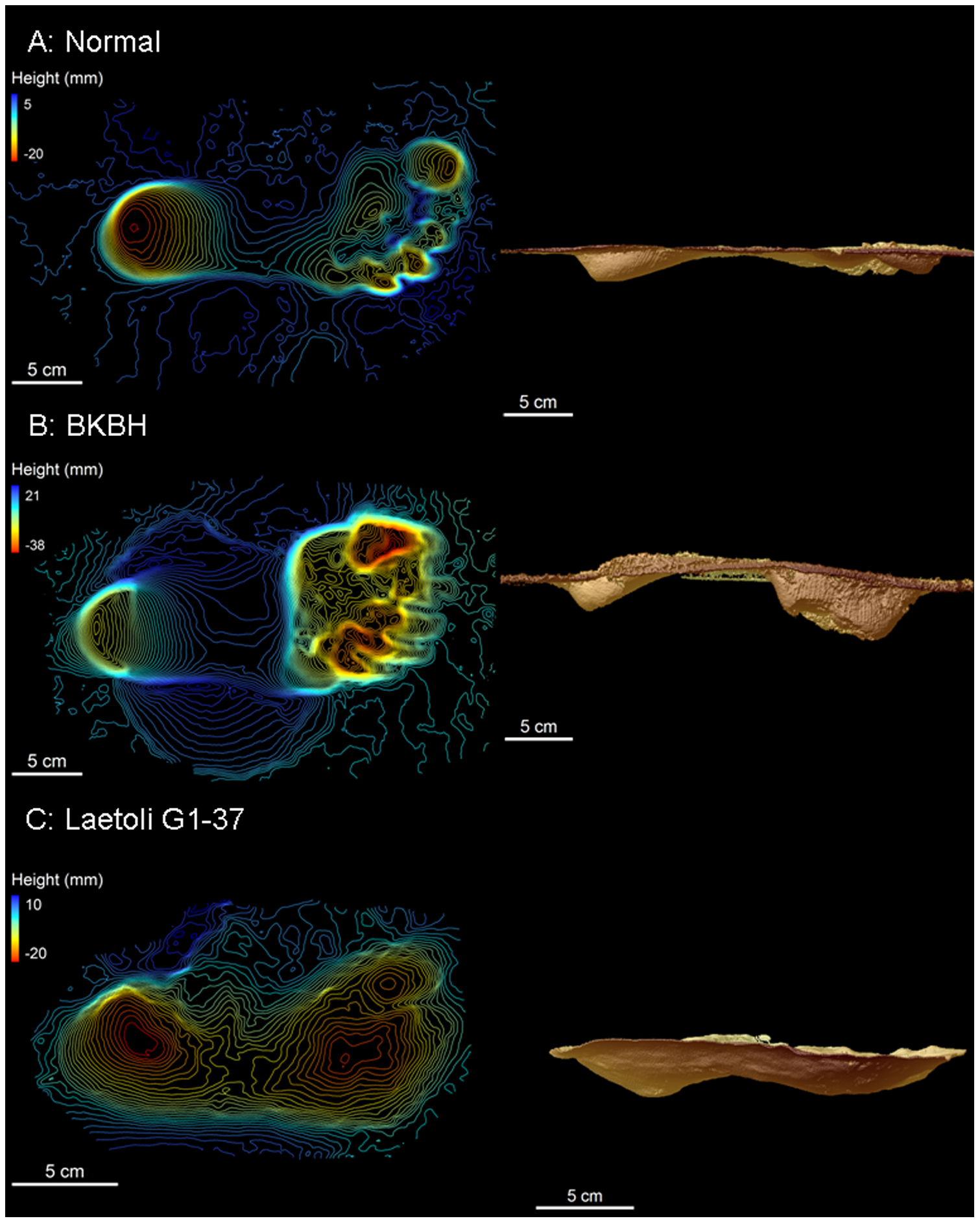
Trójwymiarowe skany śladów stóp współczesnych ludzi (A i B) oraz hominida z Laetoli (C)

Ślady w popiele wulkanicznym zostały odkryte w 1979 roku podczas ekspedycji prowadzonej przez Mary Leakey. W 1979 roku kierowany przez nią zespół od dwóch sezonów prowadził prace w Laetoli w celu odnalezienia szczątków przodków człowieka. Podczas tych prac zgromadzono pokaźną kolekcję zębów i innych fragmentów kości. Ślady, które odnaleziono w tym miejscu, zostały odkryte przypadkowo podczas powrotu do obozu. Ślady zostały odciśnięte w tufie wulkanicznym (osadzie utworzonym przez popiół wyrzucany w trakcie erupcji wulkanu). Po odkryciu odcisków zespół Mary Leakey zaniechał prowadzenia dalszych poszukiwań i przez następne dwa lata kontynuował wykopaliska w Laetoli, dokumentując odciski wymarłych dwuparców, Struthio, kurowatych, zajęcy, drapieżnych, słoni, świń, krętorogich, nosorożców, żyraf, hipparionów i zwierząt z grupy Chalicotheriidae, a także ślady naczelnych, w tym prawdopodobnie Australopithecus afarensis.

## Badania

### Datowanie
Osady, w których odcisnęły się tropy zwierząt, zostały zbadane przez Garnissa Curtisa i Roberta Drake’a z Uniwersytetu Kalifornijskiego w Berkeley oraz współpracowników. Dzięki wykorzystaniu technik potasowo-argonowych wiek osadów górnej warstwy oceniono na 3,77 mln lat, podczas gdy wiek warstwy znajdującej się powyżej tropów określono na 3,59 mln lat. W publikacji z 1987 roku Drake i Curtis ocenili wiek osadów Laetoli na około 3,5 mln lat.

### Chód i ułożenie śladów
Jedną z kluczowych kwestii w ewolucji człowieka jest to, czy wczesne dwunożne hominidy poruszały się na nogach ugiętych w biodrach i kolanach, czy też na bardziej wyprostowanych kończynach. Zdolność do chodzenia na dwóch kończynach to kluczowa adaptacja człowiekowatych, dlatego ślady hominidów z Laetoli są uznawane za bardzo istotne. Są one najstarszym bezpośrednim dowodem na dwunożność przedstawicieli Homininae.
Ślady w Laetoli pozostawiły co najmniej dwa osobniki zmierzające na północ. Ich ślady są ułożone równolegle do siebie, w odległości około 25 cm. Leakey i Hay nie wykluczyli, że odciski mogły powstać w różnym czasie. Niektórzy naukowcy, jak np. R.H. Tuttle i współpracownicy, sugerowali obecność trzech osobników (G-1, G-2, G-3). Skamieniałe ślady znajdujące się z prawej strony składają się z 38 odcisków pozostawionych przez najniższego osobnika (G-1), mierzącego poniżej 122 cm wzrostu. Po ich lewej stronie znajdował się ciąg 31 odcisków, które zostawił wyższy hominid (G-2), o wzroście nieprzekraczającym 141 cm. Tuttle i współautorzy sugerowali, że ślady trzeciego osobnika – równie wysokiego, co G-2 – zostały częściowo zniszczone przez hominida idącego za nim. Większy osobnik miał nogę o długości 58 cm i stawiał kroki mierzące około 47,2 cm, podczas gdy u mniejszego hominida wartości te wynosiły – odpowiednio – 47,5 cm i 38,7 cm. Według badań Vaughana i Blaszczyk poruszały się z prędkością 1,03–1,14 m/s. David Raichlen i współpracownicy przeprowadzili analizę, według której hominidy z Laetoli poruszałyby się z prędkością 0,86–0,98 m/s jeśli ich sposób chodzenia bardziej przypominał ludzki, i znacznie szybciej, jeśli bardziej przypominałby szympansi – 1,64–1,85 m/s.

## Pochodzenie śladów
Obecnie większość badaczy jest zgodna, że ślady hominidów z Laetoli pozostawił Australopithecus afarensis. Leakey i Hay początkowo nie przypisali śladów do żadnego konkretnego taksonu wewnątrz człowiekowatych, jednak spostrzegli, że hominid, który je pozostawił, poruszał się w sposób podobny do współczesnych ludzi. Zauważyli również, iż odnalezione w pobliżu odcisków szczątki hominidów przypominają te odkryte w nieco młodszym geologicznie stanowisku w Hadar w Etiopii. Stern i Susman twierdzili, że ślady pozostawił Astralopithecus afarensis, jednak sugerowali, że poruszał się on na nogach ugiętych w stawach biodrowym i kolanowym. Po porównaniu śladów z Laetoli z młodszymi o około 0,5 mln lat śladami z Hadar R.H. Tuttle nie zgodził się z wcześniejszymi interpretacjami i stwierdził, że odciski te pozostawił hominid bardziej zaawansowany niż Australopithecus afarensis. W 1987 roku Tim White i Gen Suwa odrzucili jednak hipotezę Tuttle’a i ponownie wskazali na australopiteka jako najbardziej prawdopodobnego właściciela śladów z Laetoli. W 1991 Tuttle ponownie podtrzymał swoją hipotezę konkludując, że odciski stóp z Laetoli pozostawił nieznany gatunek australopiteka lub nieznany rodzaj hominida cechujący się stopą bardzo przypominającą ludzką. Stwierdził jednak, iż byłoby ryzykowne sugerować obecność przedstawicieli rodzaju Homo przed 3,5 mln lat, gdyż u człowiekowatych z Laetoli brak dowodów na znaczący rozwój mózgu, wykorzystywanie narzędzi lub inne nielokomotoryczne cechy świadczące o ich przynależności do rodzaju Homo. Obecnie większość naukowców jest jednak zgodna, iż ślady z Laetoli pozostawił Australopithecus afarensis.